# Anablepsoides derhami
Anablepsoides derhami är en fiskart som beskrevs av Fels och Huber, 1985. Arten ingår i släktet Anablepsoides, och familjen Rivulidae. Inga underarter finns listade i Catalogue of Life.